# صالح بن سالم الصاهود
صالح بن سالم الصاهود من قارئي القرآن الكريم ومن أئمة المساجد في المملكة العربية السعودية، خريج كلية الشريعة والدراسات الإسلامية بالأحساء عام 1412 هـ، حصل على إجازتين أحدهما في قراءة حفص عن عاصم والأخرى في قراءة ورش عن نافع، يعمل إماما وخطيبا لجامع سعد الحسين منذ عام 1429هـ.

## وصلات خارجية
- مصحف الشيخ صالح بن سالم الصاهود في نداء الإسلام
- مصحف الشيخ صالح بن سالم الصاهود في موقع طريق الصالحين
- مصحف الشيخ صالح بن سالم الصاهود في موقع طريق الإسلام